# Qinzhou
 Qinzhou  (kinesisk: 钦州, pinyin:  Qīnzhōu, ældre translitteration: Yamchow eller Yen Chow) er en by på præfekturniveau ved Tonkinbugten i Guangxi i Folkerepublikken Kina.
Området hørte tidligere under provinsen Guangdong. Qinzhou har et areal på 10.728 km², og en befolkning på 	3.560.000 mennesker, med en befolkningstæthed på 332 indb./km² (2007).

## Administrative enheder
Bypræfekturet Guigang har jurisdiktion over 2 distrikter (区 qū) og 2 amter (县 xiàn).
| Kort              | Kort     | Kort   | Kort          | Kort                   | Kort        | Kort      | Kort | Kort |
| ----------------- | -------- | ------ | ------------- | ---------------------- | ----------- | --------- | ---- | ---- |
| Kort over Qinzhou |          |        |               |                        |             |           |      |      |
| #                 | Navn     | Hanzi  | Pinyin        | Befolkning (2003 est.) | Areal (km²) | Indb./km² |      |      |
| Distrikter        |          |        |               |                        |             |           |      |      |
| 1                 | Qinnan   | 钦南区 | Qīnnán Qū     | 570.000                | 1.972       | 289       |      |      |
| 2                 | Qinbei   | 钦北区 | Qīnběi Qū     | 650.000                | 2.685       | 242       |      |      |
| Amter             |          |        |               |                        |             |           |      |      |
| 3                 | Lingshan | 灵山县 | Língshān Xiàn | 1.400.000              | 3.550       | 394       |      |      |
| 4                 | Pubei    | 浦北县 | Pǔběi Xiàn    | 810.000                | 2.521       | 321       |      |      |

21°57′N 108°37′Ø / 21.950°N 108.617°Ø
- Wikimedia Commons har flere filer relateret til Qinzhou